# Amischa bifoveolata
Amischa bifoveolata är en skalbaggsart som först beskrevs av Mannerheim 1830.  Amischa bifoveolata ingår i släktet Amischa, och familjen kortvingar. Arten är reproducerande i Sverige.